# Malesherbia lactea
Malesherbia lactea là một loài thực vật có hoa trong họ Lạc tiên. Loài này được Phil. mô tả khoa học đầu tiên năm 1860.